# Dokos
Dokos (grčki: Δοκός) je jedan od Saronskih otoka, koji se nalazi pored otoka Hidre duž obale Peloponeza, od kojeg ih odvaja uski zaljev. To je dio općine Hidra u prefekturi Pirej.
Površina otoka je 13,537 kvadratnih kilometara. Otok je stjenovit s najvišom točkom od 308 metara nadmorske visine. Na otoku živi 13 stanovnika, prema popisu od 2001. To su pravoslavni monasi.
Dokos od davnina imao važan strateški položaj. Na istočnoj strani mogu se naći ostaci velike bizantsko - venecijanske utvrde. Tijekom rata za neovisnost Grčke Dokos su koristile snage Hidre (Ύδρα) kao luka.

## Arheologija
Na osnovu arheoloških istraživanja Dokos je bio naseljen još od bakrenog doba. Godine 1975. Peter Throckmorton je otkrio na Dokosu olupinu[olupinu: kakvu? čega?] koja se smatra da je najstarija olupina na planetu. Ona datira između 2.500 i 2.000 godine pr. Kr.

## Vanjske poveznice
- http://www.dokos.gr (grč.)